# Liste der Naturdenkmale in Burrweiler
Die Liste der Naturdenkmale in Burrweiler nennt die im Gemeindegebiet von Burrweiler ausgewiesenen Naturdenkmale (Stand 23. Mai 2024).

## Naturdenkmale
| Nr.         | Bezeichnung             | Lage                                        | Beschreibung                                                                                     | Bild                                    |
| ----------- | ----------------------- | ------------------------------------------- | ------------------------------------------------------------------------------------------------ | --------------------------------------- |
| ND-7337-180 | Teufelsfelsen           | westlich des Ortes auf dem Teufelsberg Lage | Buntsandsteinfelsengruppe, hier Nr. 10                                                           | mehr Fotos \| Fotos hochladen           |
| ND-7337-256 | Geologischer Aufschluss | nördlich des Ortes; Flur Rottwiesen Lage    | ehemaliger Steinbruch mit Granitgängen im Devonschiefer; flächenhaftes Naturdenkmal, hier Nr. 11 | Direkt Bild zu diesem Denkmal hochladen |

## Ehemalige Naturdenkmale
| Nr. | Bezeichnung         | Lage                                            | Beschreibung                                                       | Bild                                    |
| --- | ------------------- | ----------------------------------------------- | ------------------------------------------------------------------ | --------------------------------------- |
|     | Rosskastaniengruppe | Breitenwiesenstraße, Ecke Böchinger Straße Lage | Aesculus hippocastanum, mehrere Bäume; Rechtsverordnung aufgehoben | Direkt Bild zu diesem Denkmal hochladen |